# 艶容女舞衣
『艶容女舞衣』（はですがた おんなまいぎぬ、艶姿女舞衣とも）は、歌舞伎と人形浄瑠璃の演目。竹本三郎兵衛・豊竹応律の合作。安永元年12月26日（西暦1773年1月18日）、大坂豊竹座で初演。三段構成で、現在は下の巻の「酒屋」（さかや）のみが上演される。元禄時代に実際にあった赤根屋（茜屋）半七と島の内の遊女美濃屋三勝の心中事件を題材にしたもの。

## あらすじ
大坂上塩町の酒屋「茜屋」の息子半七は妻お園のある身ながら、女舞芝居の芸人美濃屋三勝と恋仲になってお通という子供までもうけ、家には帰らない。しかも三勝をめぐる鞘当がもとで今市善右衛門を殺害してしまい、お園の父宗岸は憤りのあまり、娘を実家に連れ戻す騒ぎになる。半七の父半兵衛は申訳のために町役人に縄目をかけてもらい心を痛めて帰宅する。そこへ丁稚が捨て児を連れてくる。不憫がった半兵衛とお幸夫婦は引き取ることにする。
そんな中、「こそは入相の、鐘に散りゆく花よりも、あたら盛りをひとり寝の、お園を連れて父親が 世間構わぬ十徳に、丸い頭の光さえ 子故にくらむ黄昏時」の浄瑠璃で宗岸がお園を連れてくる。宗岸は、処女妻ながらもなお半七を慕う娘の貞節に心打たれ、お園を改めて嫁にやり、自身は剃髪して「何のことかは料簡して、今まで通り嫁じゃと思うて下され」と詫びを入れる。半兵衛は、お園の心根に感心するも、倅の罪を思いわざと冷淡なそぶりを見せるが、宗岸に縄目のことを指摘され、互いに思いが通じて和解する。
まだ話したいこともあると、半兵衛らが立ち去り、一人残ったお園は「今頃は半七さん。どこでどうしてござろうぞ・・・去年の秋の患いにいっそ死んでしもうたらこうした難儀はせぬものを」という有名なクドキを演じて苦しい胸の内を語る。物陰で聞いていた半兵衛らが出てきてお園を慰める。
そして捨て児がお通とわかる。お通の懐から書き置きが見つかる。涙ながらに読む四人。そこには、半七の手で、善右衛門殺しのため三勝との死を決意したこと、半兵衛、お幸、宗岸あての別れの言葉が切々と書かれていた。そしてお園には詫びの言葉と「未来は必ず夫婦」の文字が。お園は「ええ、こりゃ誠か。半七さん、うれしゅうござんす」と喜ぶ。
そんな有様を門口から覗いていた半七と三勝は、不幸をわび「両手合せて伏し拝み、さらば、さらばと言う声も嘆きにうずむ我が家のうち、見返り見返り死にに行く、身の成る果てぞあわれなり」の浄瑠璃で死出の旅に出る。入れ違いに来た役人宮城十内が善右衛門が大盗賊であったこと、ゆえに半七の罪は放免となることを告げて半兵衛の縄を解く。半兵衛は急ぎ二人の後を追う。

## 解説
- 有名なクドキでお園が演じる場面が全体の眼目であるが、行燈、羽織、火鉢などの小道具を使って心の葛藤を表現する。ここにもさまざまな演じ方があるが、特に「今頃は・・・」の個所では行燈に寄りかかるのと、戸口の柱にたたずむ二通りのが有名である。

- なお、現行の上演では、三勝半七の退場で幕となり、半七の無実が証明されるくだりは省かれる。

- 俳優によっては、お園から半七へ、お園から三勝へ早替わりで演じることがある。女形のお園から立役の半七に代わる場合は、書置きの件で、お園が癪を起こして退場し、残り三人が書置きを読み続ける間に拵えを変え、舞台を回して三勝半七が登場するというやり方である。また十三代目片岡仁左衛門は、宗岸、半七の早替わりを演じていた。

- 前半部の半兵衛と宗岸とのやりとりはかなりの芸力が求められる。ここをしっかりしておかないと後半部のお園の芸が引き立たないのである。八代目坂東三津五郎は、その点浄瑠璃は一人楽しみながら演じるのでうらやましいと言っていた。

- 浄瑠璃の人間国宝七代目竹本住大夫は、「・・・お園のあわれさを出そうと思ったら、やっぱり、宗岸、半兵衛、姑をじっくり語りこまんことには、お園が生きてきまへんのです。宗岸、半兵衛、姑がしっかりもりたててくれたら、自然とお園が目立ってくるんです。お園だけよかっても、宗岸、半兵衛、がまずかったら『酒屋』らしい、『酒屋』のよさが出ないとおもいますね」と三津五郎と同じ考えを述べている。住太夫は「演ってて楽しく思いまんねん。宗岸は好きでんなあ」といいながらも、その情愛の厚さは「年輪を重ねた太夫でないと、出せないと思いますね。・・・情愛とかは教えて教えられまへんさかいなあ」とその難しさを述べている。